# 芈戎
羋戎（約前332年—前262年），战国时秦國大臣，原為楚国人。芈姓，名戎，又称辛戎。出身楚国公族，为秦宣太后同母弟。在宣太后当政时入秦为官，因先后封于华阳（今河南省新鄭市）、新城（今陝西省澄城縣），故又称华阳君（秦人尊之為華侯）或新城君。他和宣太后、魏冉长期执掌朝政，被称为三贵。或说和魏冉、公子芾、公子悝合称四贵。

## 生平
芈戎早年因在楚国犯罪，被迫出奔至东周。楚怀王二十二年（公元前307年），秦昭王在内部斗争中取得秦王之位，由其母宣太后掌权。芈戎应太后之邀入秦为官，被封为华阳君，任将军一职。后为左丞相，协助宣太后和魏冉执掌朝政。
秦昭王八年（楚怀王三十年，公元前299年），华阳君率秦军伐楚，一举攻下新城等八座城池。新城从此成了芈戎新的封邑，号为新城君。楚怀王也在同年被骗至秦国，旋即遭到扣留。其时楚太子橫还在齐国做人质，齐国要楚国以割地为条件来换取太子橫回楚。秦国不愿齐国壮大，便派华阳君向楚国转告：秦将援楚。齐国向南扩展的意图因此失败。

### 失势和去世
华阳君和宣太后异父弟穰侯魏冉及昭王的两名同母弟弟泾阳君公子市、高陵君公子悝都受到宣太后的宠愛，权势和财富堪比王室。昭王四十年（公元前267年）时，客卿范睢劝说秦昭王：太后、穰侯和华阳君权势太大，秦王只存三分之一的地位，将来的王位继承人恐怕会不是您的子孙。昭王听从了他的建议。于是在秦昭王四十一年（公元前266年）改任范睢为相，剥夺华阳君、穰侯和两名弟弟的权势。宣太后在次年去世后，又削去两名弟弟的封地，魏冉被逐到原本的封邑穰。芈戎则在秦昭王四十五年（公元前262年）被逐到原本的封邑华阳，他在回到华阳的途中去世。

## 影視形象
- 2015年《芈月传》：李泓良饰演羋戎

## 延伸阅读
[在维基数据编辑]
 《史記/卷072》，出自司馬遷《史記》

## 脚注
1. ↑  華侯原是指華國君主，後作為尊稱。如齊國孟嘗君，就國於薛，人稱薛公
2. ↑  《战国策·秦策三》应侯谓昭王：利盡歸於陶；國之幣帛，竭入太后之家；竟內之利，分移華陽
3. ↑  据《史记·范睢列传》
4. ↑  据杨宽《战国史》 《古本竹书纪年》说：“秦内乱，杀其太后及公子雍、公子壮”（《史记·穰侯列传》索隐引）
5. ↑  《史記·秦本紀》（卷五）：昭襄王……八年，使將軍羋戎攻楚，取新市。
6. ↑  《战国策·秦策三》：“将恐后世有国者非王之子孙”
7. ↑  《战国策·魏策三》朱己谓魏王：“故太后母也，而以忧死，穰侯舅也，功莫大焉，而竟逐之，两弟无罪而再夺之国。”
8. ↑  李斯《谏逐客书》：““昭王得范睢，废穰侯，逐华阳，强公室，杜私门”
9. ↑  按《史记》和《战国策·秦策三》的记载是：废宣太后，将“四贵”尽数驱逐。《史记·范睢列传》：昭王闻之大惧，曰：“善。”于是废太后，逐穰侯、高陵、华阳、泾阳君于关外 当代战国史专家杨宽在著作《战国史》中认为此乃策士“夸大增饰，未可全信”